# Oh, mia dea!
Oh, mia dea! (ああっ女神さまっ?, Aa! Megami-sama) è un manga seinen scritto e disegnato da Kōsuke Fujishima, serializzato sulla rivista Afternoon dal 25 agosto 1988 al 25 aprile 2014, per un totale di 308 capitoli raccolti in 48 volumi tankōbon da Kōdansha: il primo volume è stato pubblicato il 18 agosto 1989, mentre l'ultimo il 23 luglio 2014. Terminata a quasi 26 anni dall'inizio della serializzazione, Oh, mia dea! è una delle serie a fumetti giapponesi più longeve.
La storia segue le vicende dello studente al secondo anno d'università Keiichi Morisato e della dea Belldandy, la quale si trasferisce in un tempio buddista insieme al giovane a seguito di un malinteso. In seguito, Urd e Skuld, le due sorelle di Belldandy, li raggiungono al tempio e per i due protagonisti inizieranno a susseguirsi vari incontri con demoni, altri dei e varie entità sovrannaturali, i quali interferiranno o faranno accrescere il legame che li unisce.
Il manga è stato adattato in una serie OAV da 5 episodi, prodotta nel 1993 presso lo studio Anime International Company (AIC). Tra il 1998 e il 1999, è stata prodotta dallo studio OLM, Inc. una serie televisiva anime in stile super-deformed, intitolata Aa! Megami-sama! Chicchaitte koto wa benri da ne e composta da 48 episodi di breve durata. Una serie televisiva anime di 26 episodi, animata dallo studio AIC, è stata trasmessa nel 2005 su TBS, seguita da una seconda stagione da 22 episodi trasmessa l'anno seguente. Oltre alle due stagioni televisive, AIC ha prodotto altre due serie OAV nel 2011 e un film nel 2000. Nel corso degli anni, varie aziende hanno messo in commercio centinaia di prodotti dedicati al franchise, tra cui vari videogiochi e una light novel.

## Trama

### Storia
Keiichi Morisato è un giovane studente al secondo anno dell'università dal cuore puro, il quale non disdegna di aiutare le persone per il puro piacere di rendersi utile, nonostante sia perseguitato dalla sfortuna e preso in giro dai compagni di studi più grandi. Per tale ragione, il sistema computerizzato del Paradiso noto come Yggdrasil lo seleziona tra molti umani, per potergli permettere di esprimere un desiderio e migliorare così la propria situazione. A tale scopo, viene mandata sulla Terra una bella dea di nome Belldandy, la quale sorprende il ragazzo lasciandolo incredulo e gli chiede quale sia il desiderio che vorrebbe realizzare.
Keiichi, ancora confuso dalla strana esperienza che sta vivendo, crede che sia tutto uno scherzo. Così, senza pensarci troppo, esprime il desiderio di avere Belldandy vicino a sé per l'eternità. Sebbene la dea rimanga spiazzata dalla richiesta, dato il suo compito accetta e rende il contratto tra i due ufficiale. Vivendo in un dormitorio maschile, Keiichi si trova costretto a cambiare casa e insieme a Belldandy si trasferisce in un tempio buddista. Da questo momento in avanti, Keiichi e la dea Belldandy si troveranno quindi ad affrontare svariate situazioni sovrannaturali, tra cui vari incontri con altri dei o con demoni, le quali rafforzeranno o ostacoleranno il loro rapporto, che si trasformerà sempre più in una vera e propria relazione sentimentale. A complicare ulteriormente la situazione, presso il tempio si trasferiranno anche le sorelle di Belldandy: la maggiore Urd e la minore Skuld, la quale non vede subito di buon occhio il rapporto che la sorella ha con Keiichi.

### Ambientazione
L'universo narrativo di Oh, mia dea! è stato modellato ispirandosi alla mitologia nordica: diversi nomi e concetti presenti nella serie sono riciclati con intento umoristico. Esistono tre mondi nella storia creata da Fujishima: il Paradiso, l'Inferno e la Terra. Il Paradiso è il regno di All Mighty e delle dee, l'Inferno è il territorio di Hild e dei demoni, mentre la Terra è il luogo destinato agli esseri umani. La realtà è controllata da un enorme e complesso sistema computerizzato, noto con il nome di Yggdrasil.

## Produzione
Prima di mettersi al lavoro su Oh, mia dea!, Kōsuke Fujishima sviluppò il manga Sei in arresto!. Miyuki Kobayakawa, una dei personaggi principali della serie in questione, fece la sua comparsa nelle vesti di una dea in una serie manga a strisce yonkoma di genere comico. Sebbene l'esatta relazione tra questo personaggio divino iniziale e la serie definitiva non sia ancora chiara, si pensa che Oh, mia dea! possa essere visto come una serie spin-off. A prescindere dalle proprie origini, il concetto di dea visto "come un lavoro" interessò Fujishima, portando alla prima apparizione della serie Oh, mia dea! sul numero di settembre 1988 del mensile Afternoon.

### Discrepanze sul titolo
La traduzione del titolo originale giapponese Aa! Megami-sama! (ああっ女神さまっ?) si è rivelata piuttosto problematica. Nel 2004 Fred Patten, scrivendo la prefazione della collezione "Watching Anime, Reading Manga: 25 Years of Essays and Reviews", ha affermato che in quel momento gli appassionati stavano ancora discutendo su quale titolo tra "Ah! My Goddess" o "Oh My Goddess!" dovesse essere utilizzato, nonostante fossero già trascorsi 15 anni dall'inizio della serializzazione del manga in Giappone. Nel momento in cui il distributore statunitense AnimEigo acquisì i diritti della serie OAV per il Nord America, scelsero Oh My Goddess! come titolo per la serie. Questa scelta fu adottata anche da Toren Smith e dalla casa editrice Dark Horse Comics quando si sono occupati della localizzazione del manga. Pubblicato nello stesso periodo della serie OAV nel 1994, Smith ha letto il titolo come un'affermazione di stupore quale "Oh mio dio!" e sentiva che non ci sarebbe stato alcun problema a tradurlo. Smith ha confermato che la sua interpretazione rientra in ciò che voleva comunicare l'autore, dopo essersi confrontato con Fujishima stesso. Tuttavia, la casa giapponese Kōdansha nella sua edizione bilingue del manga ha utilizzato il titolo Ah! My Goddess, scelta seguita anche da Pioneer nell'edizione inglese del film e da Media Blasters per la pubblicazione in DVD della serie TV nel 2005. In Italia, sia per il manga che per l'anime è stato scelto il titolo Oh, mia dea!, controparte italiana del titolo scelto da AnimEigo e Dark House Comics.
Fujishima ha affermato su Animerica che "Oh" è più vicino a ciò che vuole comunicare, ma riconosce che il titolo debba essere reso il più sensato possibile rispetto alla nazione in cui viene pubblicata la serie, aggiungendo che i film sono giustificati in maniera particolare a questo cambio di titolo rispetto agli altri media. Tuttavia, ha anche detto che preferirebbe vedere che ci sia coerenza tra il titolo del manga e i relativi adattamenti animati.

## Media

### Manga
Scritto e illustrato da Kōsuke Fujishima, Oh, mia dea! è stato serializzato a partire dal numero di settembre 1989 della rivista mensile Afternoon, concludendosi 25 anni dopo sul numero di giugno 2014. I singoli capitoli sono stati raccolti e pubblicati in quarantotto volumi tankōbon, editi da Kōdansha. Il primo volume monografico è stato pubblicato il 18 agosto 1989, mentre l'ultimo il 23 luglio 2014.
In Italia i diritti sono stati acquistati da Star Comics, che ha pubblicato i primi capitoli sulla rivista Kappa Magazine a partire da luglio 1992, sino alla cessazione della sua pubblicazione nel 2006. Il 13 febbraio 2007 è stato pubblicato il primo volume della nuova edizione italiana nel formato tankobon, all'interno della collana Starlight. La pubblicazione è poi passata in collana autonoma ed è terminata il 20 maggio 2015 con l'uscita del volume 48.
I diritti per il mercato inglese del Nord America sono stati acquistati dalla casa editrice Dark House, che ha pubblicato inizialmente i capitoli individualmente a partire dal 1º agosto 1994; successivamente ha iniziato a pubblicare i volumi originali completi a partire dal capitolo 113. In Francia la serie è stata pubblicata da Pika Édition a partire dal 2000, mentre un'edizione in lingua cinese per il Taiwan è stata pubblicata da Tong Li Publishing.

### Light novel
Un romanzo dedicato alla serie e intitolato Aa! Megami-sama: First End è stato scritto dalla doppiatrice di Urd, Yumi Tōma, con le illustrazioni realizzate dall'autore originale del manga Fujishima e Hidenori Matsubara, il direttore dell'animazione per diversi episodi degli adattamenti ad anime realizzati presso lo studio AIC. La storia segue quella del manga, ambientando gli eventi narrati tre anni dopo il primo incontro tra Belldandy e Keiichi. Il romanzo è stato pubblicato per la prima volta in Giappone il 20 luglio 2006 dalla casa editrice Kodansha. Nel Nord America, il romanzo è stato pubblicato da Dark House il 12 dicembre 2007.

### Anime
Nel 1993, Anime International Company, KSS, Tokyo Broadcasting System e Kōdansha hanno collaborato per produrre una serie OAV da cinque episodi, basata sul manga originale. Diretti da Hiroaki Gōda e distribuiti da Pony Canyon, i cinque episodi sono stati pubblicati tra il 21 febbraio 1993 e il 17 maggio 1994. La sceneggiatura è stata scritta da Kunihiko Kondo e Nahoko Hasegawa, le musiche sono state composte da Takeshi Yasuda e il design dei personaggi è stato delineato da Hidenori Matsubara. I cinque episodi adattano i primi capitoli del manga, con alcune modifiche rispetto alla controparte cartacea: Urd e Skuld fanno la loro comparsa molto prima all'interno della narrazione e diverse vicende sono state accorpate.

Copertina del 2° DVD dell'edizione italiana della serie OAV

I diritti per il Nord America sono stati acquistati da AnimEigo, il quale ha pubblicato tutti e cinque gli episodi in VHS singole in duplice edizione doppiata e in giapponese con sottotitoli in lingua inglese a partire dal 16 aprile 1995. La serie è stata pubblicata nuovamente in due DVD nel 2001, seguita da un box con tutti gli episodi rimasterizzati nel 2006. Nel febbraio 2010 la licenza in mano a AnimEigo è scaduta e la serie è andata fuori distribuzione.
In Italia i diritti sulla serie OAV furono acquistati da Granata Press, che la pubblicò per il mercato home video in 3 VHS nel 1995. Tuttavia, a causa del fallimento della casa editrice, i diritti sono passati in un secondo momento a Dynit, la quale ha ristampato le tre cassette e ha poi distribuito la serie anche in DVD. I cinque OAV sono stati trasmessi in televisione solamente diversi anni dopo sul canale televisivo Ka-Boom tra il 4 e l'8 gennaio 2014.
Una serie televisiva anime da 48 episodi intitolata Aa! Megami-sama! Chicchaitte koto wa benri da ne (ああっ女神さまっ 小っちゃいって事は便利だねっ?) mostrante le versioni chibi di Urd, Belldandy e Skuld in uno stile comico super deformed è stata prodotta da Oriental Light and Magic e trasmessa su WOWOW dal 6 aprile 1998 al 29 marzo 1999 come parte del contenitore Anime Complex. La serie è stata pubblicata per il mercato home video nipponico da Pony Canyon, mentre nel Nord America la serie è stata distribuita da Geneon Entertainment. Questa serie si discosta dalla storia del manga originale e non ha alcuna continuità con la serie OAV precedente. La storia ruota intorno alle tre dee e al loro topo compagno Gan-chan, mostrando le loro avventure nel loro tempio. Le dee rimangono costantemente in forma chibi, per l'apparente libertà dello spazio e per poter interagire propriamente con Gan-chan.

Skuld, Belldandy e Urd

Un nuovo adattamento a serie televisiva anime del manga e omonimo ad esso è stato distribuito nel 2005. Gli episodi, che seguono il manga molto più fedelmente, sono stati diretti da Hiroaki Gōda, animati da Anime International Company e prodotti da Tokyo Broadcasting System (TBS). La stagione è stata trasmessa in Giappone su TBS dal 6 gennaio al 7 luglio 2005. Bandai Visual ha pubblicato gli episodi per il mercato home video giapponese tra aprile e novembre 2005 in otto volumi DVD, ciascuno contenente 3 episodi. Due episodi OAV, che non sono mai andati in onda in televisione, sono stati pubblicati insieme in uno speciale DVD il 23 dicembre 2005. Nel Nord America l'anime è stato distribuito da Media Blasters, il quale ha pubblicato sei DVD, contenenti tutti e ventisei gli episodi, tra settembre 2005 e luglio 2006. MVM Films ha distribuito la serie nel Regno Unito in 6 volumi DVD pubblicati tra febbraio e dicembre 2007. Un box contenente tutti gli episodi è stato pubblicato nel luglio 2008.
Il successo della prima stagione ha portato i produttori a rinnovare l'anime per una seconda stagione dal titolo Aa! Megami-sama: Sorezore no tsubasa (ああっ女神さまっ それぞれの翼?), conosciuta nel Nord America con il titolo Ah! My Goddess: Flights of Fancy. La regia è a cura di Hiroaki Gōda, le animazioni sono state realizzate presso lo studio Anime International Company e la produzione è sempre a cura di Tokyo Broadcasting System. La serie copre le avventure di Keiichi e Belldandy seguenti al fallimento del Signore del terrore. La nuova stagione ha fatto il suo debutto su TBS il 6 aprile 2006, riprendendo la narrazione da dove si era interrotta con la fine della precedente, per poi concludere la propria messa in onda il 14 settembre 2006. La seconda stagione si conclude con l'episodio 22, ma nell'edizione home video sono stati inclusi due episodi inediti numerati come 23 e 24 rispettivamente, episodi presenti anche nelle edizioni Occidentali. Aa! Megami-sama: sorezore no tsubasa è stato pubblicato in DVD in Giappone tra luglio 2006 e febbraio 2007 da Bandai Visual. A dispetto della prima stagione acquistata da Media Blasters, i diritti della seconda stagione sono stati acquistati da ADV Films per il mercato nordamericano e sei DVD contenenti ciascuno quattro episodi sono stati pubblicati tra maggio 2007 e marzo 2008. I diritti sono passati poi successivamente a Funimation Entertainment, che ha pubblicato un box con tutti gli episodi il 25 novembre 2008.
Nel 2007, uno speciale in due episodi dal titolo Aa! Megami-sama: Tatakau tsubasa è stato distribuito per celebrare il ventesimo anniversario dall'inizio della serializzazione del manga originale. Come per le due serie televisive anime, la regia è stata curata da Hiroaki Gōda, mentre le animazioni sono state realizzate dallo studio Anime International Company e la produzione è di Tokyo Broadcasting System. I due episodi sono stati trasmessi il 9 dicembre 2007 e Bandai Visual li ha pubblicati per il mercato home video nipponico in un unico DVD il 22 febbraio 2008.
Una nuova serie OAV in due episodi è stata pubblicata in DVD sotto il titolo Aa! Megami-sama: Itsumo futari de (ああっ女神さまっ?). Il primo episodio è uscito in allegato al quarantaduesimo volume del manga il 23 febbraio 2011, mentre il secondo è stato pubblicato insieme al quarantatreesimo volume il 22 settembre dello stesso anno. Un terzo OAV, dal titolo Aa! Megami-sama: DIVE! LIVE! LOVE!, è stato pubblicato insieme all'edizione limitata del quarantaseiesimo volume del manga il 23 agosto 2013.

### Film
Un film, intitolato Oh, mia dea! - The Movie (劇場版ああっ女神さまっ?, Gekijōban Aa! Megami-sama), è stato distribuito nei cinema giapponesi nel 2000. Il cast di doppiatori dei personaggi è lo stesso degli altri adattamenti anime e ha visto la comparsa di diversi personaggi noti del manga che non sono apparsi nella serie OAV del 1993. In Giappone il lungometraggio è stato distribuito da Shochiku, mentre nel Nord America e nel Regno Unito da Geneon Entertainment nel 2001. In Italia è stato annunciato da Shin Vision nel 2006, ma a causa del fallimento i diritti sono passati successivamente a Fool Frame, che l'ha poi successivamente distribuito nel 2008 in un'edizione in tiratura limitata. La trama non adatta direttamente alcun arco narrativo del manga, ma riprende alcuni fatti da diversi momenti della storia, la maggior parte dei quali appartengono all'arco narrativo del Signore del terrore.

### Videogiochi
Un videogioco d'avventura intitolato Aa! Megami-sama! è stato pubblicato per NEC PC-9801 il 20 marzo 1993 da Banpresto. Un porting di tale titolo è stato pubblicato successivamente il 12 dicembre 1997 per PC-FX con alcuni personaggi in più doppiati ed altri miglioramenti. Un videogioco quiz per Dreamcast intitolato Quiz: Aa! Megami-sama - Stay With Fighting Wings è stato pubblicato nell'agosto 1998 da SEGA. Il giocatore veste i panni di Keiichi Morisato e deve rispondere a varie domande poste da diversi personaggi della serie, tra cui Belldandy, Skuld, Urd, Lind e Peorth. Il 22 febbraio 2007 è stato pubblicato in Giappone un videogioco per PlayStation 2, intitolato Aa! Megami-sama e sviluppato da Marvelous Interactive. Il gioco, mai distribuito in altre nazioni, è stato pubblicato in versione regolare DVD e in una limitata nota anche come versione "Holy Box".

## Accoglienza
Nel 2009, Oh, mia dea! ha vinto il premio di Kodansha nella categoria "Miglior manga" e il quarantunesimo volume della serie si è posizionato al decimo posto nella classifica dei manga più venduti nella settimana dal 19 al 25 luglio 2010, stilata dal sito giapponese Oricon. Il lungometraggio ispirato alla serie cartacea originale si è classificato sesto nella lista dei "50 migliori anime pubblicati nel Nord America" della rivista Wizard's Anime. Negli American Anime Awards del 2007, la serie anime è stata nominata nella categoria Best Comedy Anime, ma ha perso contro FLCL. A giugno 2020, il manga aveva oltre 25 milioni di copie in circolazione.